# Trappistenbier
Trappistenbier, of kortweg trappist, is bier dat door trappisten, monniken van de orde der cisterciënzers, wordt gebrouwen. Het is dus geen biersoort, zoals vaak wordt gedacht, maar een omschrijving van de herkomst. De naam "trappist" is afgeleid van de Franse abdij waaraan de trappistenorde zijn naam ontleent: abdij Notre-Dame de la Grande Trappe.
Volgens de regels van de Internationale Vereniging Trappist (IVT) zijn de voorwaarden om de naam "trappist" en het bijbehorende logo "Authentic Trappist Product" te mogen dragen de volgende:
1. Producten moeten binnen de kloostermuren of in de onmiddellijke nabijheid van de abdij worden geproduceerd;
2. De productie vindt plaats onder toezicht van de monniken of monialen;
3. De opbrengsten zijn voorbestemd voor de behoeften van de kloostergemeenschap, voor solidariteit binnen de Trappistenorde, voor ontwikkelingsprojecten en caritatieve doelen.

Er zijn wereldwijd negen trappistenbrouwerijen: vijf in België, twee in Nederland, één in Italië en één in Engeland.

## Abdijbieren
Een trappist is een abdijbier, maar niet elk abdijbier is een trappist. Zo is Leffe een bekend abdijbier maar geen trappist. Abdijbieren die de titel van trappist niet dragen, zijn bieren die wel aan een abdij verbonden zijn (vaak alleen in naam), maar niet door Trappisten monniken of door hun directe medewerkers worden gebrouwen of waar niet een monnik in de raad van bestuur zit. Soms bevindt de brouwerij zich in het klooster, soms op het domein maar niet in het klooster, soms elders. Er wordt soms gebruikgemaakt van het oude abdij-recept maar in veel gevallen gaat het om geheel nieuwe bieren. Wel wordt er vaak onder licentie van de abdij gebrouwen, wat inhoudt dat de monniken toestemming moeten geven voor elke nieuwe reclamecampagne, elk nieuw gebrouwen bier, elk nieuw etiket, etc. Hiervoor ontvangen de abdijen jaarlijks een percentage van de winst die de monniken zelf weer gebruiken voor hun eigen levensonderhoud, onderhoud van de abdij en natuurlijk voor de goede doelen die zij steunen.
Ook als een bier wel door monniken of onder toezicht daarvan wordt gebrouwen, of in een abdij wordt gebrouwen, is het nog niet per definitie een trappistenbier. Er moet sprake zijn van monniken van de orde der cisterciënzers van de strikte observantie.

## Erkende trappistenbieren
Er zijn anno 2025 negen trappistenbiermerken die de naam en het logo "Authentic Trappist Product" (ATP) voeren: vijf Belgische, twee Nederlandse, één Italiaanse en één Engelse:
- "Chimay" van de Abdij Notre-Dame de Scourmont in Chimay, België
- "La Trappe" van de Abdij Koningshoeven in Berkel-Enschot, Nederland
- "Orval" van de Abdij Notre-Dame d'Orval in Villers-devant-Orval, België
- "Rochefort" van de Abdij Notre-Dame de Saint-Rémy in Rochefort, België
- "Tre Fontane" van de Abdij Tre Fontane in Rome, Italië
- "Tynt Meadow Trappist Ale" van de abdij van Mount Saint-Bernard in Coalville (Leicestershire), Verenigd Koninkrijk
- "Westmalle" van de Abdij van Onze-Lieve-Vrouw van het Heilig Hart in Westmalle, België
- "Westvleteren" van de Sint-Sixtusabdij in Westvleteren, België
- "Zundert" van de Abdij Maria Toevlucht in Zundert, Nederland

La Trappe heeft van 1999 tot 2005 het logo niet gevoerd. Volgens de Internationale Vereniging Trappist heerste er toen onduidelijkheid over de authenticiteit, omdat de abdij Koningshoeven een samenwerkingsovereenkomst met het commerciële Bavaria-concern was aangegaan.
In het Nederlandse Zundert hebben de monniken van de Abdij Maria Toevlucht op 29 november 2013 hun bier, 'Zundert', voorgesteld. Dat bier kreeg op 10 december 2013 het ATP-logo en werd zo het tweede Nederlandse trappistenbier. Op 13 mei 2025 werd in een persbericht bekendgemaakt dat de Abdij Maria Toevlucht in Zundert na de zomer van 2025 de intentie heeft om te sluiten. De monniken zullen verhuizen naar andere abdijen, hierdoor zal het abdijbier ook verdwijnen.
Het bier 'Tre Fontane' van de gelijknamige abdij in Rome, Italië is begin mei 2015 officieel erkend als 'Authentic Trappist Product'.
Op 6 maart 2017 trad de Britse abdij van Mount Saint-Bernard in Coalville (Leicestershire) toe tot de IVT. In 2017-2018 werd een brouwerij gebouwd in de abdij en vanaf 9 juli 2018 kwam Tynt Meadow Trappist Ale, een donker bier, op de markt. Op 17 september 2018 kreeg het bier het officiële ATP-label en werd zo (op dat moment) het twaalfde officiële trappistenbier in de wereld.

## Niet erkende trappistenbieren
Sinds juni 2011 brengt ook de Franse Abdij op de Katsberg in Godewaarsvelde een trappistenbier op de markt, Mont des Cats. Dit krijgt echter niet het logo "Authentic Trappist Product" omdat het niet ter plaatse maar bij Chimay wordt gebrouwen.
Op 16 maart 2016 werd het eerste Spaanse trappistenbier op de markt gebracht, Cardeña Tripel door het Monasterio de San Pedro de Cardeña. Het trappistenklooster is sinds december 2014 lid van de "Internationale Vereniging Trappist". Het bier wordt gebrouwen in de Fabrica de Cervezas MarPal in Madrid en niet binnen de muren van het klooster en krijgt dus voorlopig niet het logo "Authentic Trappist Product".

## Voormalig trappistenbier
In januari 2021 verloor "Achel" van de Sint-Benedictusabdij te Hamont-Achel het Authentic Trappist Product-label, aangezien het brouwproces niet langer onder toezicht van monniken gebeurde. Het bier bleef tot 25 januari 2023 wel een trappist aangezien de Sint-Benedictusabdij ressorteerde onder de abdij van Westmalle, maar verloor ook deze titel door verkoop van de abdij aan de ondernemer Jan Tormans.
De monniken van de Amerikaanse Saint Joseph's Abbey in Spencer, een dorpje in Massachusetts in de buurt van Boston, startten in 2013 met het brouwen van een trappistenbier Spencer trappist Ale. Dit bier kreeg ook op 10 december 2013 het ATP-logo. Op 14 mei 2022  kondigde Saint Joseph's Abbey aan hun brouwerij te gaan sluiten. Hiermee komt een einde aan de enige trappistenbrouwerij buiten Europa. De resterende Spencer trappistenbieren werden uitgeleverd zolang de voorraad strekte.
In februari 2012 lanceerde Stift Engelszell gelegen in Engelhartszell an der Donau, het enige trappistenklooster in Oostenrijk, Engelszell het eerste trappistenbier gebrouwen in de brouwerij. Sinds april 2012 is dit bier op de markt en vanaf oktober 2012 draagt het het ATP logo. In februari 2025 verlieten de laatste (hoogbejaarde) monniken de abdij waardoor het ATP-label kwam te vervallen.

## Overzicht van de trappistenbieren (met ATP-label)

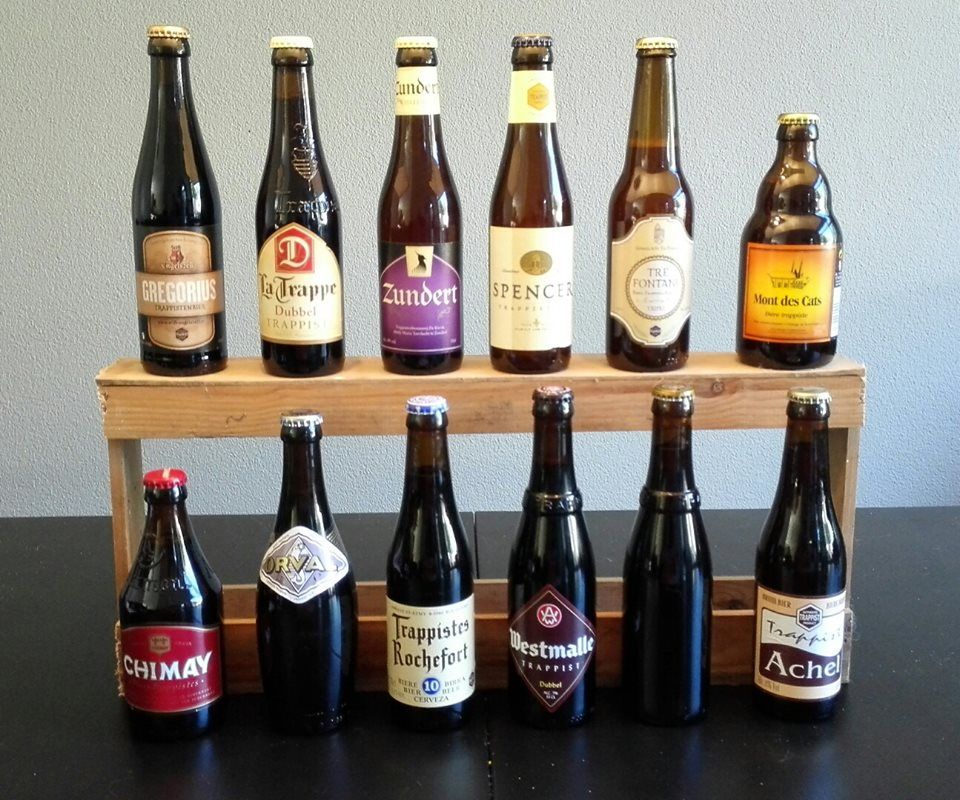
10 ATP erkende trappistenbieren en 2 trappistenbieren (maart 2021)

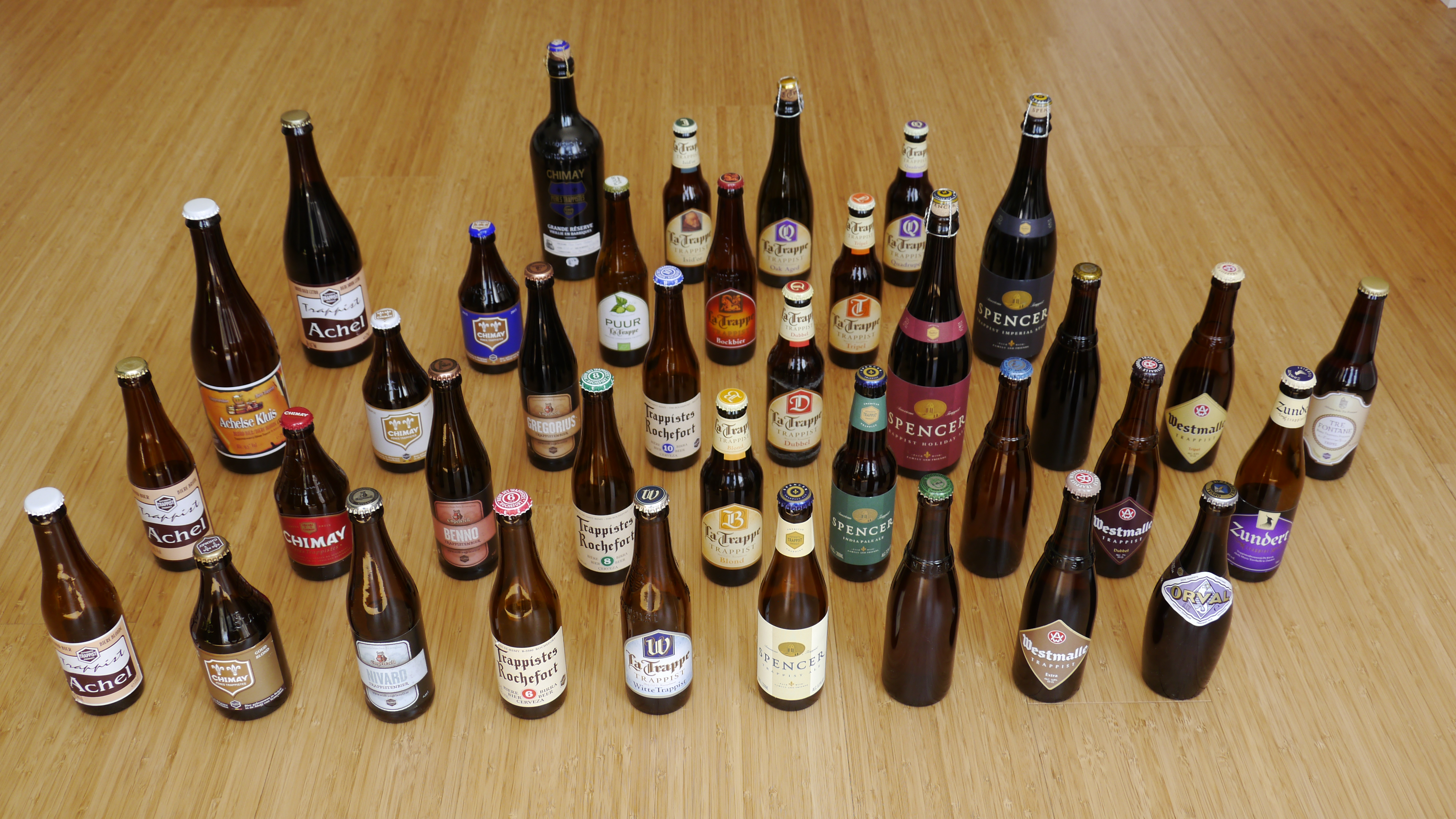
De flesjes van bijna alle trappistenbieren (m.u.v. Spencer-2017)

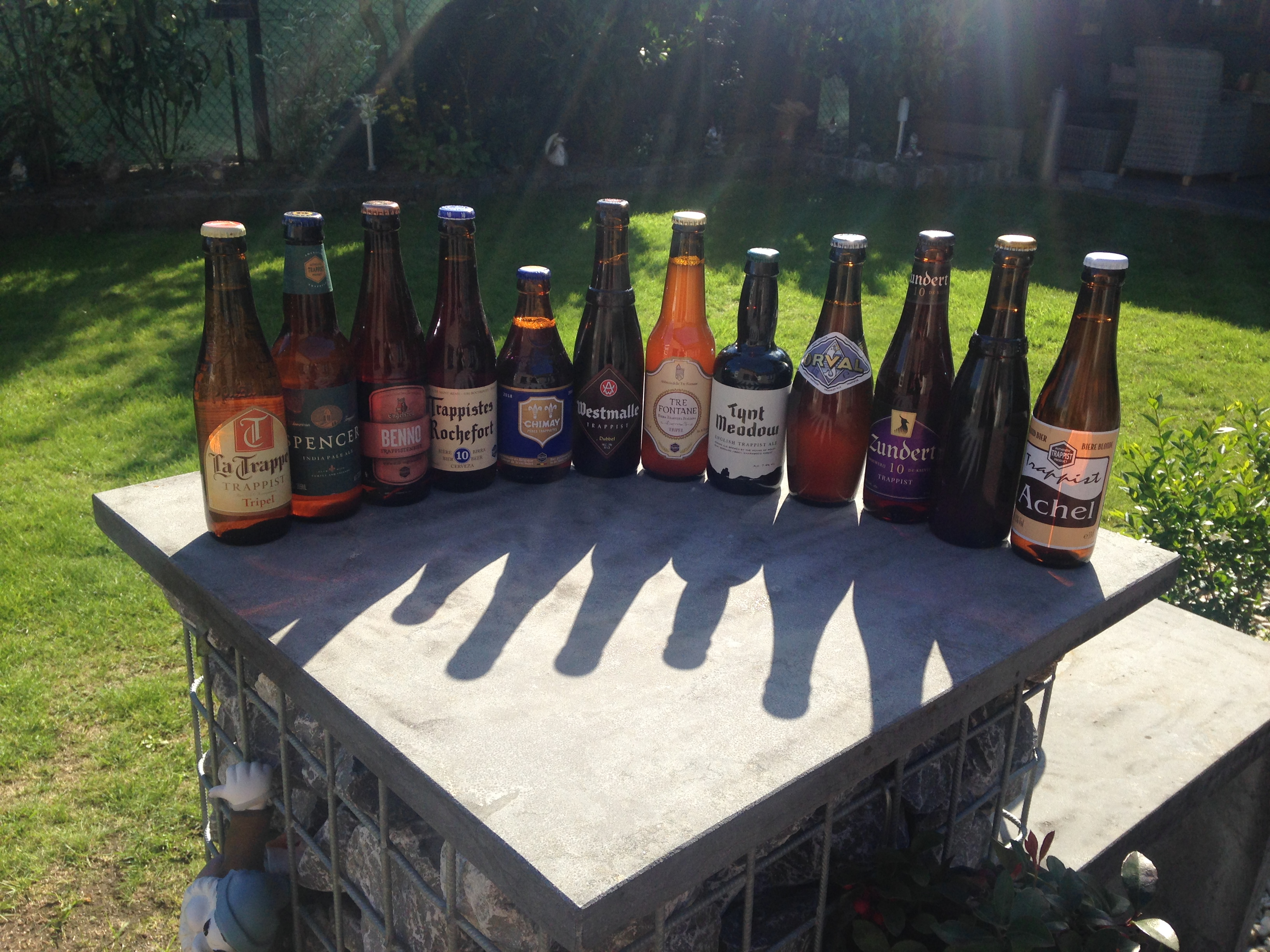
Alle 11 ATP erkende trappistenbieren en 1 trappistenbier (maart 2021)

| Brouwerij                                      | Land               | jaar | Bier                            | Alcohol | Soort                                 | Opmerking                                                                                              |
| ---------------------------------------------- | ------------------ | ---- | ------------------------------- | ------- | ------------------------------------- | --- |
| Abdij Notre-Dame de Scourmont                  | Vlag van België    | 2025 | Chimay 175                      | 6,5%    | Belgian Blonde                        | Beperkte oplage op vat (20 Liter) voor horeca. Naar aanleiding van 175 jaar bestaan van de abdij.      |
| Abdij Notre-Dame de Scourmont                  | Vlag van België    | 2021 | Chimay Groen                    | 10%     | Belgian Strong Golden Ale             | Reïteratie van het jubileumbier uit 2012                                                               |
| Abdij Notre-Dame de Scourmont                  | Vlag van België    | 1954 | Chimay Blauw                    | 9%      | Belgian Strong Dark Ale               | (75cl Grande Réserve)                                                                                  |
| Abdij Notre-Dame de Scourmont                  | Vlag van België    | 2015 | Chimay Goud                     | 4,8%    | Patersbier                            | |
| Abdij Notre-Dame de Scourmont                  | Vlag van België    | 2015 | Grande Réserve hergist op vaten | 10,5%   | Belgian Strong Dark Ale               | Zie volgende tabel voor de varianten                                                                   |
| Abdij Notre-Dame de Scourmont                  | Vlag van België    | 1948 | Chimay Rood                     | 7%      | Belgian Dubbel                        | (75cl Première) Eenmalig ook gerijpt op vat uitgebracht                                                |
| Abdij Notre-Dame de Scourmont                  | Vlag van België    | 1966 | Chimay Tripel                   | 8%      | Belgian Tripel                        | (75cl Cinq Cents)                                                                                      |
| Abdij Notre-Dame d'Orval                       | Vlag van België    | 1932 | Orval                           | 6,2%    | Pale Ale - Belgian                    | |
| Abdij Notre-Dame d'Orval                       | Vlag van België    | 1932 | Orval Vert (Petit Orval)        | 4,2%    | Patersbier                            | Enkel te koop aan de brouwerij                                                                         |
| Abdij Notre-Dame de Saint-Rémy                 | Vlag van België    | 1899 | Rochefort 6                     | 7,5%    | Belgian Dubbel                        | |
| Abdij Notre-Dame de Saint-Rémy                 | Vlag van België    | 1955 | Rochefort 8 (Spéciale)          | 9,2%    | Belgian Strong Dark Ale               | |
| Abdij Notre-Dame de Saint-Rémy                 | Vlag van België    | 1949 | Rochefort 10 (de Merveille)     | 11,3%   | Belgian Quadrupel                     | |
| Abdij Notre-Dame de Saint-Rémy                 | Vlag van België    | 2021 | Rochefort Triple Extra          | 8,1%    | Belgian Tripel                        | |
| Abdij van Onze-Lieve-Vrouw van het Heilig Hart | Vlag van België    | 1926 | Westmalle Dubbel                | 7%      | Belgian Dubbel                        | |
| Abdij van Onze-Lieve-Vrouw van het Heilig Hart | Vlag van België    | 2025 | Westmalle Duo                   | 7,2%    | Blend van Tripel (60%) en Extra (40%) | Enkel op vat, (voorlopig) gelimiteerde editie à 5.000 vaten                                            |
| Abdij van Onze-Lieve-Vrouw van het Heilig Hart | Vlag van België    | 2018 | Westmalle Extra                 | 4,8%    | Patersbier                            | |
| Abdij van Onze-Lieve-Vrouw van het Heilig Hart | Vlag van België    | 1934 | Westmalle Tripel                | 9,5%    | Belgian Tripel                        | |
| Sint-Sixtusabdij van Westvleteren              | Vlag van België    | 1992 | Westvleteren 8                  | 8%      | Belgian Dubbel                        | Enkel te koop aan de brouwerij                                                                         |
| Sint-Sixtusabdij van Westvleteren              | Vlag van België    | 1992 | Westvleteren 12                 | 10,2%   | Belgian Quadrupel                     | Enkel te koop aan de brouwerij                                                                         |
| Sint-Sixtusabdij van Westvleteren              | Vlag van België    | 1999 | Westvleteren Blond              | 5,8%    | Belgian Blonde                        | Enkel te koop aan de brouwerij                                                                         |
| Abdij Koningshoeven                            | Vlag van Nederland | 1999 | La Trappe Blond                 | 6,5%    | Belgian Blonde                        | |
| Abdij Koningshoeven                            | Vlag van Nederland | 2004 | La Trappe Bockbier              | 7%      | Bock - Single / Traditional           | Seizoensbier                                                                                           |
| Abdij Koningshoeven                            | Vlag van Nederland | 1980 | La Trappe Dubbel                | 7%      | Belgian Dubbel                        | |
| Abdij Koningshoeven                            | Vlag van Nederland | 2024 | La Trappe Epos                  | 0%      | Laagalcoholisch bier                  | |
| Abdij Koningshoeven                            | Vlag van Nederland | 2009 | La Trappe Isid'or               | 7,5%    | Belgian Strong Golden Ale             | |
| Abdij Koningshoeven                            | Vlag van Nederland | 2021 | La Trappe Nillis                | 0%      | Laagalcoholisch bier                  | |
| Abdij Koningshoeven                            | Vlag van Nederland | 2010 | La Trappe Puur                  | 4,7%    | Pale Ale - Belgian                    | Biologisch gebrouwen                                                                                   |
| Abdij Koningshoeven                            | Vlag van Nederland | 1991 | La Trappe Quadrupel             | 10%     | Belgian Quadrupel                     | |
| Abdij Koningshoeven                            | Vlag van Nederland | 2010 | La Trappe Quadrupel Oak Aged    | 10%     | Belgian Quadrupel                     | Zie volgende tabel voor de varianten                                                                   |
| Abdij Koningshoeven                            | Vlag van Nederland | 1980 | La Trappe Tripel                | 8%      | Belgian Tripel                        | |
| Abdij Koningshoeven                            | Vlag van Nederland | 2003 | La Trappe Witte Trappist        | 5,5%    | Wheat Beer - Witbier                  | |
| Abdij Maria Toevlucht                          | Vlag van Nederland | 2023 | Zundert 4 Refterbier Trappist   | 4%      | Patersbier                            | Enkel verkrijgbaar aan de brouwerij. Gebrouwen ter ere van het 10-jarig bestaan van de brouwerij.      |
| Abdij Maria Toevlucht                          | Vlag van Nederland | 2013 | Zundert 8 Tripel Trappist       | 8%      | Belgian Strong Golden Ale             | |
| Abdij Maria Toevlucht                          | Vlag van Nederland | 2018 | Zundert 10 Quadrupel Trappist   | 10%     | Belgian Quadrupel                     | |
| Abdij van Mount Saint-Bernard                  | Vlag van Engeland  | 2018 | Tynt Meadow                     | 7,4%    | Strong Ale - English                  | |
| Abdij van Mount Saint-Bernard                  | Vlag van Engeland  | 2024 | Tynt Meadow Blond               | 5,0%    |                                       | |
| Abbazia delle Tre Fontane                      | Vlag van Italië    | 2018 | Tre Fontane Scala Coeli         | 6,5%    | Belgian Blonde                        | |
| Abbazia delle Tre Fontane                      | Vlag van Italië    | 2019 | Tre Fontane Sinergia '19        | 7,3%    | IPA - American                        | Collaboratie met Saint Joseph's Abbey (Spencer)                                                        |
| Abbazia delle Tre Fontane                      | Vlag van Italië    | 2021 | Tre Fontane Sinergia '21        | 7,5%    | Belgian Dubbel                        | Collaboratie met Abbaye Notre-Dame de Saint-Rémy (Rochefort) en Brouwerij der Trappisten van Westmalle |
| Abbazia delle Tre Fontane                      | Vlag van Italië    | 2024 | Tre Fontane Tertia              | 5,0%    |                                       | Enkel verkocht in de abdijwinkel van de abdij                                                          |
| Abbazia delle Tre Fontane                      | Vlag van Italië    | 2015 | Tre Fontane Tripel              | 8,5%    | Tripel                                | |

| Brouwerij                     | Bier                            | Land               | Jaar    | Versie                                | ABV   | Vaten samenstelling |
| ----------------------------- | ------------------------------- | ------------------ | ------- | ------------------------------------- | ----- | --- |
| Abdij Notre-Dame de Scourmont | Grande Réserve hergist op vaten | Vlag van België    | 2015    | 100% Eik                              | 10%   | 64% Franse eik, 36% Amerikaanse eik |
| Abdij Notre-Dame de Scourmont | Grande Réserve hergist op vaten | Vlag van België    | 2016    | Cognac Editie                         | 10,5% | 38% Franse eik, 22% Amerikaanse eik, 22% Cognac vaten, 18% kastanje vaten                                                                                   |
| Abdij Notre-Dame de Scourmont | Grande Réserve hergist op vaten | Vlag van België    | 2017    | Rum Editie                            | 10,5% | 36% Franse eik, 42% Amerikaanse eik, 22% rum vaten |
| Abdij Notre-Dame de Scourmont | Grande Réserve hergist op vaten | Vlag van België    | 2018    | Whisky Editie                         | 10,5% | 34% Franse eik, 41% Amerikaanse eik, 25% whisky vaten |
| Abdij Notre-Dame de Scourmont | Grande Réserve hergist op vaten | Vlag van België    | 2019    | Eik Editie                            | 10,5% | 40% Franse eik, 60% Amerikaanse eik |
| Abdij Notre-Dame de Scourmont | Grande Réserve hergist op vaten | Vlag van België    | 2020    | Armagnac Editie                       | 10,5% | 28% Armagnac vaten, 24% Franse eik, 48% Amerikaanse eik |
| Abdij Notre-Dame de Scourmont | Grande Réserve hergist op vaten | Vlag van België    | 2021    | Rum Editie                            | 10,5% | 24% Franse eik, 49% Amerikaanse eik, 27% rum vaten |
| Abdij Notre-Dame de Scourmont | Grande Réserve hergist op vaten | Vlag van België    | 2022    | Whisky Editie                         | 10,5% | Whisky vaten 25%, Franse eik 34%, Amerikaanse eik 41% |
| Abdij Notre-Dame de Scourmont | Grande Réserve hergist op vaten | Vlag van België    | 2023    | Calvados Editie                       | 10,5% | Calvados vaten 25%, Franse eik 30%, Amerikaanse eik 45% |
| Abdij Notre-Dame de Scourmont | Grande Réserve hergist op vaten | Vlag van België    | 2024    | Brandy Editie                         | 10,5% | Brandy vaten 26%, Franse eik 24%, Amerikaanse eik 50% |
| Abdij Notre-Dame de Scourmont | Grande Réserve hergist op vaten | Vlag van België    | 2025    | Rum Editie                            | 10,5% | Rum vaten 25%, Franse eik 27%, Amerikaanse eik 48% |
| Abdij Koningshoeven           | La Trappe Quadrupel Oak Aged    | Vlag van Nederland | 06-2010 | Batch 1 (port)                        |       | Port Medium Burnt 36,5%, Port Medium Toast 36,5%, Nieuw Eiken High Toast 18%, Nieuw Acacia Medium 9%                                                        |
| Abdij Koningshoeven           | La Trappe Quadrupel Oak Aged    | Vlag van Nederland | 07-2010 | Batch 2 (port)                        |       | Port Amerikaans Eiken Medium Toast Burnt 64%, Port Frans Eiken Medium Toast 18%, Nieuw Eiken Medium Toast 9%, Port Frans Eiken Medium Toast Burnt 9%        |
| Abdij Koningshoeven           | La Trappe Quadrupel Oak Aged    | Vlag van Nederland | 09-2010 | Batch 3 (port)                        |       | Port Frans Eiken Medium Toast 55%, Frans Eiken Medium Toast 27%, Nieuw Eiken Medium Toast 18%                                                               |
| Abdij Koningshoeven           | La Trappe Quadrupel Oak Aged    | Vlag van Nederland | 11-2010 | Batch 4 (eiken)                       |       | Amerikaans Eiken Medium Burnt 36%, Nieuw Eiken Medium Toast 27%, Frans Eiken Medium Toast 18%, Nieuw Eiken High Toast 10%, Port Frans Eiken Medium Toast 9% |
| Abdij Koningshoeven           | La Trappe Quadrupel Oak Aged    | Vlag van Nederland | 01-2011 | Batch 5 (witte wijn)                  |       | Witte Wijn Eiken High Toast 80%, Nieuw Eiken High Toast 20%                                                                                                 |
| Abdij Koningshoeven           | La Trappe Quadrupel Oak Aged    | Vlag van Nederland | 04-2011 | Batch 6 (witte wijn)                  |       | Witte Wijn Eiken High Toast 80%, Nieuw Eiken Medium Toast 20%                                                                                               |
| Abdij Koningshoeven           | La Trappe Quadrupel Oak Aged    | Vlag van Nederland | 06-2011 | Batch 7 (whisky)                      |       | Whiskey 100% |
| Abdij Koningshoeven           | La Trappe Quadrupel Oak Aged    | Vlag van Nederland | 11-2011 | Batch 8 (whisky)                      |       | Whisky pre-used 70%, Nieuw Frans Eiken Medium Toast 30% |
| Abdij Koningshoeven           | La Trappe Quadrupel Oak Aged    | Vlag van Nederland | 12-2011 | Batch 9 (malbec)                      |       | Limousine Eiken Malbecvaten Medium Toast 86%, Nieuw Eiken Medium Toast 7%, Nieuw Eiken High Toast 7%                                                        |
| Abdij Koningshoeven           | La Trappe Quadrupel Oak Aged    | Vlag van Nederland | 03-2012 | Batch 10 (malbec)                     |       | Malbecvaten 75%, Nieuw Hout Medium Toast 25% |
| Abdij Koningshoeven           | La Trappe Quadrupel Oak Aged    | Vlag van Nederland | 04-2012 | Batch 11 (malbec)                     |       | Malbecvaten 55%, Nieuw Frans Eiken Medium Toast 20%, Nieuw Frans Eiken High Toast 20%, Acaciahout 5%                                                        |
| Abdij Koningshoeven           | La Trappe Quadrupel Oak Aged    | Vlag van Nederland | 09-2012 | Batch 12 (bourbon whiskey)            |       | Bourbon Whisky vaten 91%, Cognac vaten 9% |
| Abdij Koningshoeven           | La Trappe Quadrupel Oak Aged    | Vlag van Nederland | 01-2013 | Batch 13 (spätburgunder)              |       | Spätburgunder (Pinot Noir) vaten 91%, High Toast vaten 4.5%, Medium Toast vaten van Acacia 4.5%                                                             |
| Abdij Koningshoeven           | La Trappe Quadrupel Oak Aged    | Vlag van Nederland | 06-2013 | Batch 14 (cognac)                     |       | Limousine vaten met Cognac 82%, Nieuw Eikenhouten vaten 11%, Acaciahout 7%                                                                                  |
| Abdij Koningshoeven           | La Trappe Quadrupel Oak Aged    | Vlag van Nederland | 11-2013 | Batch 15 (oloroso)                    |       | Oloroso 85%, Nieuw Hout Medium Toast 15% |
| Abdij Koningshoeven           | La Trappe Quadrupel Oak Aged    | Vlag van Nederland | 03-2014 | Batch 16 (brandy oloroso)             |       | Brandy 37%, Oloroso 27%, Nieuw Eiken Medium Toast 12%, Nieuw Eiken High Toast 12%, Late Bourgondy 12%                                                       |
| Abdij Koningshoeven           | La Trappe Quadrupel Oak Aged    | Vlag van Nederland | 07-2014 | Batch 17 (moscatel)                   |       | Moscatel 68%, Brandy 8%, Oloroso 8%, Nieuw Eiken Medium Toast 8%, Nieuw Eiken High Toast 8%                                                                 |
| Abdij Koningshoeven           | La Trappe Quadrupel Oak Aged    | Vlag van Nederland | 10-2014 | Batch 18 (moscatel)                   |       | Moscatel 50%, Brandy 17%, Oloroso 16,5%, Nieuw Eiken High Toast 16.5%                                                                                       |
| Abdij Koningshoeven           | La Trappe Quadrupel Oak Aged    | Vlag van Nederland | 02-2015 | Batch 19 (banyuls)                    |       | Banyuls 83%, Nieuw Eiken High Toast 17% |
| Abdij Koningshoeven           | La Trappe Quadrupel Oak Aged    | Vlag van Nederland | 07-2015 | Batch 20 (cognac)                     |       | Cognac 34%, Rum 33%, Nieuw Eiken High Toast |
| Abdij Koningshoeven           | La Trappe Quadrupel Oak Aged    | Vlag van Nederland | 09-2015 | Batch 21 (cognac)                     |       | Cognac 80%, Nieuw Eiken High Toast 10%, Nieuw Eiken Medium Toast 5%, Acaciahout 5%                                                                          |
| Abdij Koningshoeven           | La Trappe Quadrupel Oak Aged    | Vlag van Nederland | 10-2015 | Batch 22 (whisky)                     |       | Single Malt Wisky vaten 83%, Acaciahout Medium Toast 9%, Nieuw Eiken Medium Toast 4%, Nieuw Eiken High Toast 4%                                             |
| Abdij Koningshoeven           | La Trappe Quadrupel Oak Aged    | Vlag van Nederland | 12-2015 | Batch 23 (spätburgunder)              |       | Spätburgunder 80%, Nieuw Eiken Medium Toast 10%, Nieuw Eiken High Toast 5%, Acaciahout 5%                                                                   |
| Abdij Koningshoeven           | La Trappe Quadrupel Oak Aged    | Vlag van Nederland | 05-2016 | Batch 24 (kirsch-schnapps)            |       | Kirsch-schnapps 85%, Nieuw Eiken Medium Toast 10%, Acaciahout 5%                                                                                            |
| Abdij Koningshoeven           | La Trappe Quadrupel Oak Aged    | Vlag van Nederland | 08-2016 | Batch 25 (kirsch-schnapps)            |       | Kirsch-schnapps 59%, Nieuw Eiken Medium Toast 30%, Droge witte wijn (Pouily Fumé & Sancerre) 11%                                                            |
| Abdij Koningshoeven           | La Trappe Quadrupel Oak Aged    | Vlag van Nederland | 11-2016 | Batch 26 (witte wijn)                 |       | Droge witte wijn (Pouily Fumé & Sancerre) 78%, Nieuw Eiken Medium Toast 22%                                                                                 |
| Abdij Koningshoeven           | La Trappe Quadrupel Oak Aged    | Vlag van Nederland | 02-2017 | Batch 27 (spätburgunder)              |       | Spätburgunder 80%, Nieuw Eiken High Toast 10%, Nieuw Eiken Medium Toast 10%                                                                                 |
| Abdij Koningshoeven           | La Trappe Quadrupel Oak Aged    | Vlag van Nederland | 07-2017 | Batch 28 (port)                       |       | Bruichladdich Port Charlotte Single Malt 71%, Nieuw Eiken Medium Toast 29%                                                                                  |
| Abdij Koningshoeven           | La Trappe Quadrupel Oak Aged    | Vlag van Nederland | 11-2017 | Batch 29 (bourbon)                    |       | Bourbon 90%, Acacia 5%, Oak High Toast 5% |
| Abdij Koningshoeven           | La Trappe Quadrupel Oak Aged    | Vlag van Nederland | 01-2018 | Batch 30 (cachaça)                    |       | Cachaça 80%, Nieuw Eiken Medium Toast 20% |
| Abdij Koningshoeven           | La Trappe Quadrupel Oak Aged    | Vlag van Nederland | 03-2018 | Batch 31 (malbec)                     |       | Malbec 75%, Nieuw Eiken Medium Toast 20%, Nieuw Eiken High Toast 5%                                                                                         |
| Abdij Koningshoeven           | La Trappe Quadrupel Oak Aged    | Vlag van Nederland | 07-2018 | Batch 32 (witte wijn)                 |       | Gaillac white wine 75%, Nieuw Eiken Medium Toast 10%, Nieuw Eiken High Toast 10%, Nieuw Acacia Medium Toast 5%                                              |
| Abdij Koningshoeven           | La Trappe Quadrupel Oak Aged    | Vlag van Nederland | 10-2018 | Batch 33 (bourbon)                    |       | Bourbon US 80%, Nieuw Eiken Medium Toast 15%, Nieuw Eiken High Toast 5%                                                                                     |
| Abdij Koningshoeven           | La Trappe Quadrupel Oak Aged    | Vlag van Nederland | 11-2018 | Batch 34 (malbec)                     |       | Malbec 71%, Nieuw Eiken Medium Toast 11%, Nieuw Eiken High Toast 11%, Nieuw Acacia Medium Toast 7%                                                          |
| Abdij Koningshoeven           | La Trappe Quadrupel Oak Aged    | Vlag van Nederland | 11-2018 | Batch 35 (cachaça)                    |       | Cachaça 78%, Nieuw Eiken Medium Toast 17%, Nieuw Eiken High Toast 5%                                                                                        |
| Abdij Koningshoeven           | La Trappe Quadrupel Oak Aged    | Vlag van Nederland | 08-2019 | Batch 36 (cognac)                     |       | Cognac 100% |
| Abdij Koningshoeven           | La Trappe Quadrupel Oak Aged    | Vlag van Nederland | 10-2019 | Batch 37 (eiken acacia)               |       | Eiken 89%, Acacia 10%, Kers 1% |
| Abdij Koningshoeven           | La Trappe Quadrupel Oak Aged    | Vlag van Nederland | 02-2020 | Batch 38 (witte wijn)                 |       | Gaillac witte wijn vaten 3 jaar gerijpt 38%, Gaillac witte wijn vaten 2 jaar gerijpt 35%, Gaillac witte wijn vaten 1 jaar gerijpt 27%                       |
| Abdij Koningshoeven           | La Trappe Quadrupel Oak Aged    | Vlag van Nederland | 08-2020 | Batch 39 (whisk(e)y)                  |       | Jameson Sherry Cask Whiskey 71%, Speyside Sherry Cask Whisky 18%, Nieuw Eiken High Toast 2018 5,5%, Nieuw Eiken Medium Toast 2018 5,5%                      |
| Abdij Koningshoeven           | La Trappe Quadrupel Oak Aged    | Vlag van Nederland | 11-2020 | Batch 40 (port)                       |       | Port 75%, Nieuw Eiken High Toast 17%, Nieuw Eiken Medium Toast 8%                                                                                           |
| Abdij Koningshoeven           | La Trappe Quadrupel Oak Aged    | Vlag van Nederland | 02-2021 | Batch 41 (rode wijn)                  |       | Rode wijn / Gaillac / Braucol – Duras 90%, Nieuw Hout Medium Toast 5%, Nieuw Hout High Toast 5%                                                             |
| Abdij Koningshoeven           | La Trappe Quadrupel Oak Aged    | Vlag van Nederland | 06-2021 | Batch 42 (rum)                        |       | Rum (bourbon Cask) 81%, Nieuw Eiken Medium Toast 14%, Nieuw Eiken High Toast 5%                                                                             |
| Abdij Koningshoeven           | La Trappe Quadrupel Oak Aged    | Vlag van Nederland | 11-2021 | Batch 43 (peated whisky)              |       | Laphroaig (peated) Whisky 28%, Speyside (sherry cask) Whisky 10%, Nieuw Eiken Medium Toast 36%, Nieuw Eiken High Toast 27%                                  |
| Abdij Koningshoeven           | La Trappe Quadrupel Oak Aged    | Vlag van Nederland | 03-2022 | Batch 44 (witte wijn)                 |       | Witte wijn Gaillac 86%, Nieuw Eiken Medium Toast 9%, Nieuw Eiken High Toast 5%                                                                              |
| Abdij Koningshoeven           | La Trappe Quadrupel Oak Aged    | Vlag van Nederland | 07-2022 | Batch 45 (calvados)                   |       | Calvados 76%, Nieuw Eiken Medium Toast 24% |
| Abdij Koningshoeven           | La Trappe Quadrupel Oak Aged    | Vlag van Nederland | 10-2022 | Batch 46 (rode wijn)                  |       | Rode wijn 83%, Nieuw Eiken High Toast 17% |
| Abdij Koningshoeven           | La Trappe Quadrupel Oak Aged    | Vlag van Nederland | 01-2023 | Batch 47 (brandy)                     |       | Spanish Brandy 82%, Nieuw Eiken Medium Toast 18% |
| Abdij Koningshoeven           | La Trappe Quadrupel Oak Aged    | Vlag van Nederland | 04-2023 | Batch 48 (chardonnay)                 |       | Witte Chardonnay 84%, Nieuw Eiken Medium Toast 16% |
| Abdij Koningshoeven           | La Trappe Quadrupel Oak Aged    | Vlag van Nederland | 08-2023 | Batch 49 (sherry)                     |       | Pedro Ximenez Sherry 83%, New Oak Medium Toast 17% |
| Abdij Koningshoeven           | La Trappe Quadrupel Oak Aged    | Vlag van Nederland | 01-2024 | Batch 50 (bourbon & cognac)           |       | Bourbon 55%, Cognac 26%, New Oak Medium Toast 19% |
| Abdij Koningshoeven           | La Trappe Quadrupel Oak Aged    | Vlag van Nederland | 05-2024 | Batch 51 (Pineau des Charentes Rouge) |       | Pineau des Charentes Rouge 92%, New Oak Medium Toast 4%, New Oak High Toast 4%                                                                              |
| Abdij Koningshoeven           | La Trappe Quadrupel Oak Aged    | Vlag van Nederland | 09-2024 | Batch 52 (peated whisky)              |       | Laphroig peated whisky 70%, New Oak Medium Toast 20%, New Oak High Toast 10%                                                                                |
| Abdij Koningshoeven           | La Trappe Quadrupel Oak Aged    | Vlag van Nederland | 01-2025 | Batch 53 (whisky)                     |       | French whisky 90%, New Oak Medium Toast 10% |

## Overzicht van de trappistenbieren (zonder ATP-label)
| Brouwerij                          | Land               | Jaar | Bier              | Alcohol | Soort                     | Opmerking |
| ---------------------------------- | ------------------ | ---- | ----------------- | ------- | ------------------------- | --------- |
| Abbaye du Mont des Cats            | Vlag van Frankrijk | 2011 | Mont des Cats     | 7,6%    | Belgian Strong Golden Ale |           |
| Monasterio de San Pedro de Cardeña | Vlag van Spanje    | 2021 | Cardeña Doble     | 6%      | Belgian Dubbel            |           |
| Monasterio de San Pedro de Cardeña | Vlag van Spanje    | 2022 | Cardeña Quadrupel | 10%     | Belgian Quadrupel         |           |
| Monasterio de San Pedro de Cardeña | Vlag van Spanje    | 2016 | Cardeña Triple    | 7%      | Belgian Tripel            |           |

## Voormalige trappistenbieren
| Brouwerij | Land                      | jaar | Bier                                            | Alcohol | Soort                          | Opmerking |
| --- | ------------------------- | ---- | ----------------------------------------------- | ------- | ------------------------------ | --- |
| Saint Joseph's Abbey Gesloten in 2022                                                                                 | Vlag van Verenigde Staten | 2018 | Spencer Grapefruit IPA                          | 6,5%    | IPA - American                 | |
| Saint Joseph's Abbey Gesloten in 2022                                                                                 | Vlag van Verenigde Staten | 2019 | Spencer Monks' IPA                              | 6,5%    | IPA - American                 | |
| Saint Joseph's Abbey Gesloten in 2022                                                                                 | Vlag van Verenigde Staten | 2018 | Spencer Peach Saison                            | 4,3%    | Farmhouse Ale - Saison         | |
| Saint Joseph's Abbey Gesloten in 2022                                                                                 | Vlag van Verenigde Staten | 2019 | Spencer Oak Barrel-Aged Trappist Imperial Stout | 11,3%   | Stout - Imperial / Double      | Seizoensbier (februari) |
| Saint Joseph's Abbey Gesloten in 2022                                                                                 | Vlag van Verenigde Staten | 2019 | Spencer The Monkster Mash Pumpkin Ale           | 5,2%    | Pumpkin / Yam Beer             | Seizoensbier (augustus) |
| Saint Joseph's Abbey Gesloten in 2022                                                                                 | Vlag van Verenigde Staten | 2013 | Spencer Trappist Ale                            | 6,5%    | Patersbier                     | |
| Saint Joseph's Abbey Gesloten in 2022                                                                                 | Vlag van Verenigde Staten | 2015 | Spencer Trappist Holiday Ale                    | 9%      | Belgian Strong Dark Ale        | Seizoensbier (december) |
| Saint Joseph's Abbey Gesloten in 2022                                                                                 | Vlag van Verenigde Staten | 2016 | Spencer Trappist Imperial Stout                 | 8,7%    | Stout - Imperial / Double      | Seizoensbier (januari - maart) |
| Saint Joseph's Abbey Gesloten in 2022                                                                                 | Vlag van Verenigde Staten | 2016 | Spencer Trappist IPA                            | 7,2%    | IPA - American                 | Alleen te koop in Europa |
| Saint Joseph's Abbey Gesloten in 2022                                                                                 | Vlag van Verenigde Staten | 2017 | Spencer Trappist Monks' Reserve Ale             | 10,2%   | Belgian Quadrupel              | |
| Saint Joseph's Abbey Gesloten in 2022                                                                                 | Vlag van Verenigde Staten | 2018 | Spencer Trappist Premium Pilsner                | 4,7%    | Pilsner - German               | |
| Saint Joseph's Abbey Gesloten in 2022                                                                                 | Vlag van Verenigde Staten | 2018 | Spencer Trappist Vienna Lager                   | 5,5%    | Lager - Vienna                 | |
| Saint Joseph's Abbey Gesloten in 2022                                                                                 | Vlag van Verenigde Staten | 2020 | Spencer White Belgian-style Wheat Ale           | 5,2%    | Wheat Beer - Witbier / Blanche | Seizoensbier (maart) |
| Saint Joseph's Abbey Gesloten in 2022                                                                                 | Vlag van Verenigde Staten | 2020 | Spencer Winter Warmer Amber Lager               | 5,3%    | Lager - Amber                  | Seizoensbier (oktober) |
| Sint Benedictusabdij van Achel (Achelse Kluis) Erkenning verloren in januari 2023, abdij aan een particulier verkocht | Vlag van België           | 2001 | Achel Blond 8°                                  | 8%      | Belgian Strong Golden Ale      | Aan de brouwerij ook van 't vat |
| Sint Benedictusabdij van Achel (Achelse Kluis) Erkenning verloren in januari 2023, abdij aan een particulier verkocht | Vlag van België           | 2001 | Achel Bruin 8°                                  | 8%      | Belgian Dubbel                 | Aan de brouwerij ook van 't vat |
| Sint Benedictusabdij van Achel (Achelse Kluis) Erkenning verloren in januari 2023, abdij aan een particulier verkocht | Vlag van België           | 2010 | Achel Blond Extra                               | 9,5%    | Belgian Strong Golden Ale      | |
| Sint Benedictusabdij van Achel (Achelse Kluis) Erkenning verloren in januari 2023, abdij aan een particulier verkocht | Vlag van België           | 2010 | Achel Bruin Extra (De 3 Wijzen)                 | 9,5%    | Belgian Quadrupel              | |
| Stift Engelszell | Vlag van Oostenrijk       | 2023 | Engelszell 1293er                               | 5%      | Lager - Helles                 | |
| Stift Engelszell | Vlag van Oostenrijk       | 2012 | Engelszell Benno                                | 6,9%    | Belgian Dubbel                 | |
| Stift Engelszell | Vlag van Oostenrijk       | 2018 | Engelszell Cervisia Stanacum                    | 7,1%    | Belgian Strong Dark Ale        | 2:1 blend van Nivard en Gregorius. Enkel aan de abdij verkrijgbaar.                                                                                             |
| Stift Engelszell | Vlag van Oostenrijk       | 2022 | Engelszell Festbier                             | 6,0%    | Festbier                       | Gebrouwen ter ere van het 10-jarig bestaan van de brouwerij |
| Stift Engelszell | Vlag van Oostenrijk       | 2012 | Engelszell Gregorius                            | 9,7%    | Belgian Quadrupel              | Ook verkrijgbaar als 'Abt Marianus' de eerste batch Gregorius. 4 jaar gerijpt op fles in de kelders van de abdij. Gelimiteerd tot 450 hand gesigneerde flessen. |
| Stift Engelszell | Vlag van Oostenrijk       | 2014 | Engelszell Nivard                               | 5,5%    | Pale Ale - Belgian             | |
| Stift Engelszell | Vlag van Oostenrijk       | 2019 | Engelszell Trappisten Weiße                     | 4,9%    | Hefeweizen                     | Wordt niet meer gebrouwen |
| Stift Engelszell | Vlag van Oostenrijk       | 2020 | Engelszell Trappisten Zwickl                    | 4,7%    | Kellerbier / Zwickelbier       | Wordt niet meer gebrouwen |